# Marcel Oerlemans
Marcel Oerlemans (Amsterdam, 12 januari 1969) is een Nederlands voormalig voetballer die als aanvaller speelde.
Oerlemans begon zijn loopbaan bij Telstar en speelde daarna vooral in Oostenrijk. Ook speelde hij bij HFC Haarlem en kort op IJsland. Na zijn profloopbaan begon hij een voetbalschool.